# Phaeoura utahensis
Phaeoura utahensis là một loài bướm đêm trong họ Geometridae.